# Stuart Russell
Stuart Jonathan Russell (ur. 1962 w Portsmouth w Anglii) – brytyjski informatyk, ekspert w dziedzinie sztucznej inteligencji.

## Kariera zawodowa
Studiował fizykę w Wadham College w Oksfordzie, gdzie w 1982 uzyskał z wyróżnieniem tytuł Bachelor of Arts. W 1986 obronił doktorat z informatyki na Uniwersytecie Stanforda. Przedmiotem jego pracy doktorskiej było rozumowanie indukcyjne i rozumowanie przez analogię.
Rozpoczął pracę na Uniwersytecie Kalifornijskim w Berkeley, gdzie od 1996 roku jest profesorem informatyki. Jest również adiunktem profesora neurochirurgii na Uniwersytecie Kalifornijskim w San Francisco, gdzie prowadzi badania z zakresu fizjologii obliczeniowej i monitorowania oddziałów intensywnej terapii (OIOM).
Jego badania nad historią i przyszłością sztucznej inteligencji i jej związku z ludzkością obejmują uczenie maszynowe, rozumowanie probabilistyczne, reprezentację wiedzy, planowanie, podejmowanie decyzji w czasie rzeczywistym, śledzenie wielu celów, wizję komputerową, odwrotne uczenie się przez wzmacnianie oraz ruch na rzecz zakazu produkcji i używania broni autonomicznej.
Członek Amerykańskiego Stowarzyszenia na rzecz Sztucznej Inteligencji (American Association for Artificial Intelligence), Amerykańskiego Stowarzyszenia Maszyn Obliczeniowych (Association for Computing Machinery) oraz Amerykańskiego Stowarzyszenia Postępu Nauki (American Association for the Advancement of Science). Założył Centrum Sztucznej Inteligencji Kompatybilnej z Człowiekiem (Center for Human-Compatible AI) na Uniwersytecie Kalifornijskim w Berkeley. Jest członek Rady Naukowej Instytutu Przyszłości Życia (Future of Life Institute) oraz Rady Doradczej Centrum Badań Ryzyka Egzystencjalnego (The Centre for the Study of Existential Risk).
Laureat wielu prestiżowych nagród; w 2021 królowa Elżbieta II przyznała mu Order Imperium Brytyjskiego (OBE) za wkład w badania nad sztuczną inteligencją.
Autor kilkuset publikacji dotyczących sztucznej inteligencji i dwóch książek:
- Sztuczna inteligencja: nowoczesne podejście (Artificial Intelligence: A Modern Approach). Podręcznik ten, napisany wspólnie z Peterem Norvigiem, jest używany przez ponad 1500 uniwersytetów w 135 krajach[4][5].
- Human Compatible: Artificial Intelligence and the Problem of Control, w której twierdzi, że ryzyko dla ludzkości związane z zaawansowaną sztuczną inteligencją jest poważnym problemem pomimo niepewności związanej z przyszłym postępem w sztucznej inteligencji[6][7].